# Догерти, Уильям
Уильям Догерти (1857—1901) — американский энтомолог, лепидоптеролог, коллектор птиц и насекомых для Музея естественной истории Уолтера Ротшильда (Natural History Museum at Tring).
Он занимался сборами бабочек в Индии, Бирме, на Андаманских островах, Никобарских островах, Сиаме, Индонезии, Малайзии, Новой Гвинеи и британской Восточной Африке и описал много новых видов. Он также собирал птиц для Уолтера Ротшильда. Его коллекции разделены между Американским музеем естественной истории, Музеем Карнеги в Питтсбурге, Бруклинским музеем, Музеем сравнительной зоологии в Кембридже, и Национальным музеем естественной истории в Вашингтоне.
Многие новые для науки виды птиц, которые он собирал для лорда Ротшильда были названы в честь него, в том числе Malaconotus dohertyi, Coracina dohertyi, Ptilinopus dohertyi, Lophozosterops dohertyi. В его честь был назван один из видов бабочек, описанный Уолтером Ротшильдом — Attacus dohertyi.